# André Câmara
André Luiz Câmara é um diretor de televisão brasileiro com diversos trabalhos na TV e no teatro. Com mais de 10 produções de notoriedade em seu currículo — entre eles, trabalhos premiados, como as novelas 'Órfãos da Terra' e 'Lado a Lado', ambas vencedoras do Emmy Internacional —, ele acumula participações em obras de renome. 
Na TV, André atuou na direção de produções como ‘Volta Por Cima’, 'Amor Perfeito', ‘Ciranda de Pedra’, ‘Passione’, ‘Avenida Brasil’, ‘Além do Horizonte’, ‘Boogie Oogie’, ‘I Love Paraisópolis’, ‘Liberdade, Liberdade’, ‘Novo Mundo’, ‘Se Eu Fechar os Olhos Agora’, ‘Órfãos da Terra’ e ‘Um Lugar ao Sol’. 
Também tendo seu trabalho reconhecido nos palcos, ele esteve à frente das produções teatrais 'Menino no Meio da Rua' (2001) e 'André Rebouças - O Engenheiro Negro da Liberdade' (2014). As peças foram sucesso de público e crítica e a primeira foi indicada ao Prêmio Shell e vencedora do Prêmio de Teatro da Arquidiocese do Rio de Janeiro.
Formado em Artes Cênicas pela Universidade do Rio de Janeiro, André foi professor de teatro do Centro de Ressocialização de Menores (CRM), atualmente chamado de Centro de Atendimento Socioeducativo (CASE), no Cabo de Santo Agostinho, Pernambuco. No Rio de Janeiro, coordenou o projeto cultural da Ação da Cidadania, onde deu aula de teatro para moradores do Complexo da Maré, Morro da Coroa e Morro dos Prazeres.

## Filmografia

### Televisão
| Ano  | Título                      | Cargo             | Autor                              | Parceiros titulares                          |
| ---- | --------------------------- | ----------------- | ---------------------------------- | -------------------------------------------- |
| 2008 | Ciranda de Pedra            | Direção           | Alcides Nogueira                   | Denise Saraceni (núcleo)                     |
| 2010 | Passione                    | Direção           | Silvio de Abreu                    | Denise Saraceni (núcleo)                     |
| 2012 | Avenida Brasil              | Direção           | João Emanuel Carneiro              | Ricardo Waddington (núcleo)                  |
| 2012 | Lado a Lado                 | Direção           | Claudia Lage e João Ximenes Braga  | Dennis Carvalho (núcleo)                     |
| 2013 | Além do Horizonte           | Direção           | Carlos Gregório e Marcos Bernstein | Ricardo Waddington (núcleo)                  |
| 2014 | Boogie Oogie                | Direção           | Rui Vilhena                        | Ricardo Waddington (núcleo)                  |
| 2015 | I Love Paraisópolis         | Direção           | Alcides Nogueira e Mário Teixeira  | Wolf Maya (núcleo)                           |
| 2016 | Liberdade, Liberdade        | Direção           | Mário Teixeira                     | Vinícius Coimbra (direção geral e artística) |
| 2017 | Novo Mundo                  | Direção           | Alessandro Marson e Thereza Falcão | Vinícius Coimbra (direção geral e artística) |
| 2019 | Se Eu Fechar os Olhos Agora | Direção           | Ricardo Linhares                   | Carlos Manga Jr. (direção artística)         |
| 2019 | Órfãos da Terra             | Direção geral     | Duca Rachid e Thelma Guedes        | Gustavo Fernandez (direção artística)        |
| 2021 | Um Lugar ao Sol             | Direção geral     | Lícia Manzo                        | Maurício Farias (direção artística)          |
| 2023 | Amor Perfeito               | Direção artística | Duca Rachid e Júlio Fischer        | —                                            |
| 2024 | Volta por Cima              | Direção artística | Claudia Souto                      | —                                            |